# USF・プロ2000選手権

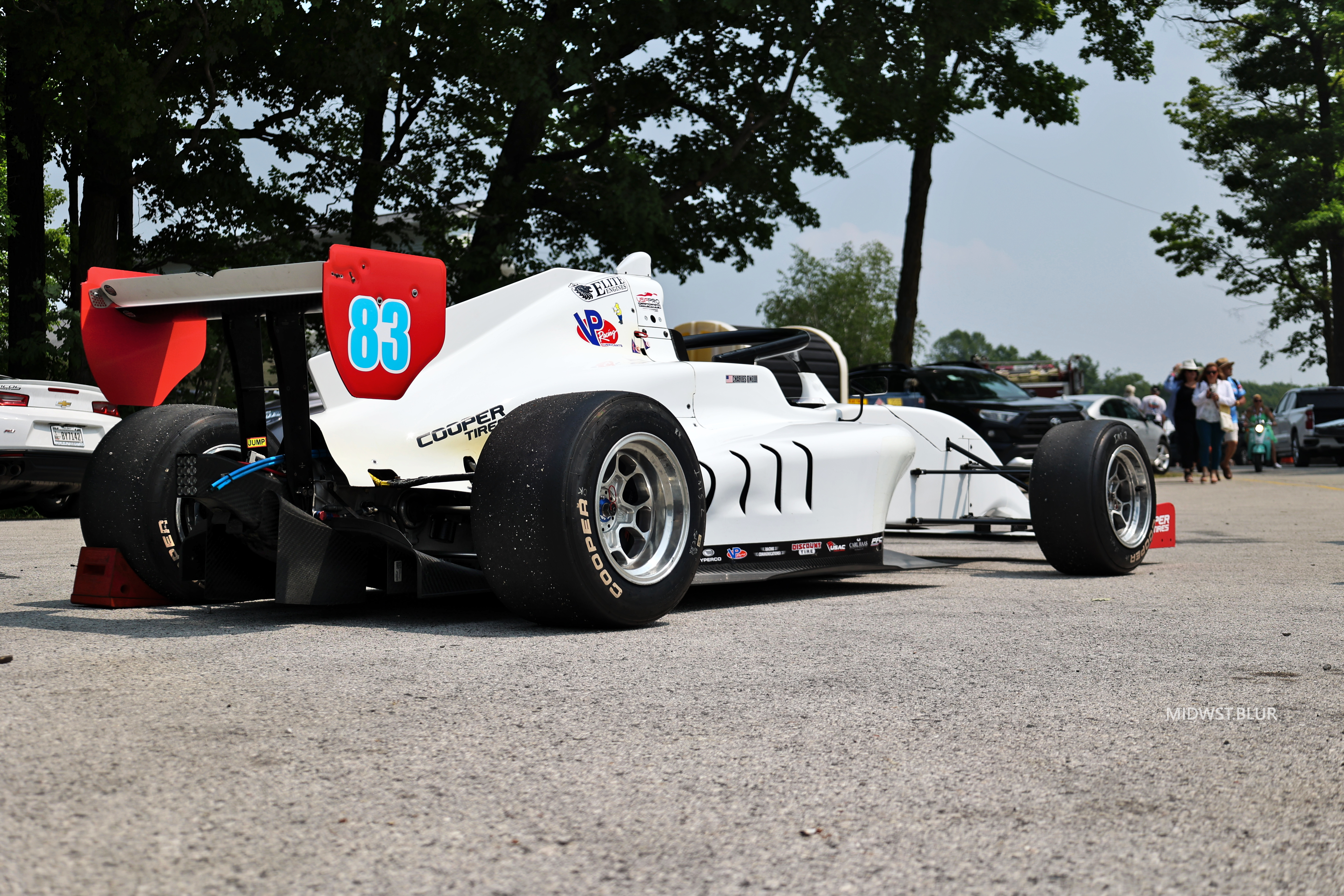
タトゥース・IP-22（2023年）

USF・プロ2000選手権（USF Pro 2000 Championship, 旧称：スター・マツダ選手権、プロ・マツダ選手権、インディ・プロ2000選手権）は、USF・プロ選手権（旧称:Road to Indy）の1カテゴリーで、USF・2000選手権とインディNXTの間に位置する、オープンホイールカーのレースシリーズである。このシリーズはアメリカ合衆国自動車クラブ（USAC）の認可を受け、アンダーセンプロモーションズが運営している。

## 概要
1991年から2012年までスター・マツダ選手権、2013年からプロ・マツダ選手権、2019年からインディ・プロ2000選手権の名称で開催され、2023年に現在の名称になった。
北米大陸のオープンホイールで最高峰に位置づけられているインディカーへの登竜門として、インディNXTとUSF2000の間に位置し、これまでに数々のドライバーを輩出してきた。
Road to Indy の一つとして2009年12月10日にインディ・レーシング・リーグ (IRL) によって認定されており、将来インディカー・シリーズおよびインディ500への出場を目指す有望なドライバーも多数参加していて、優勝者にはインディ・ライツに参戦するためのスカラシップが与えられる。参戦資格は16歳以上となっており、30-40歳ドライバーのエキスパートクラス、45歳以上のマスタークラスといったシニアドライバー向けクラスも用意されていて、レースは毎年10戦以上開催され、アメリカン・ル・マンシリーズやインディカー・シリーズなどのサポートレースとして全米各地を転戦する。

## 歴史
1983年、マツダのロータリーエンジンを搭載したフォーミュラ・フォードのレースカーが、日本のハヤシレーシングで製造されたFJ411Jが、ジム・ラッセル・レーシング・スクールで使用するために米国に輸入された。
その後1984年のロングビーチグランプリで始まったワンメイクシリーズ、マツダ・プロシリーズを走らせた。1984年後半、SCCA規制に沿うように車のロールオーバー保護構造が変更された後「フォーミュラ・ラッセル」が非常に人気を博し、ジム・ラッセル・レーシング・スクールによって多数の地域シリーズや部門シリーズが設立された。
スター・マツダ選手権は、1991年にウィロースプリングスでデビューし、バレーモーターセンター（1990年の新シャーシの製作者）のマーク・ロドリゲスが初優勝を果たした。バーバーダッジプロシリーズ、フォーミュラBMWアメリカズ、フォーミュラTR 2000プロシリーズなどの競合するシリーズが運営を停止した為、このシリーズはアメリカのオープンホイールカーレースシリーズで徐々に重要性を増し、米国でこのクラスのカテゴリーの主要なシリーズとして浮上した。
1996年、3月のフェニックス 200でインディ・レーシング・リーグの週末のサポートイベントとして初めてスター・マツダ選手権が開催され、レースが初めて全国放送された。その後1999年から始まった、アメリカン・ル・マン・シリーズをサポートする全米プロシリーズとなった。
2003年、マツダ・RX-8の新しいロータリーエンジン、13B-MSP Renesisエンジンを、新しいスターマツダ車に採用することが決定された。翌年、エランモータースポーツテクノロジーズ製のカーボンファイバーシャーシと、前述のRenesisエンジンから250馬力の出力 (以前の13Bの190馬力から向上) を備えたスター・フォーミュラ・マツダ・プロが導入された。
2007年には、マツダスピードモータースポーツ・ドライバー育成ラダーが結成された。これは、マツダエンジン搭載のさまざまなシリーズのチャンピオンに、クラスアップのための資金を提供する目的で創設された。
2010年、スター・マツダ選手権は、USF2000やインディライツと並んで、IRL公認のマツダ・ロードトゥインディプログラムの一部となった。ロードトゥインディを通じて、スターマツダのチャンピオンは翌年インディライツに出場するための資金を受け取る。
2012年12月、スター・マツダシリーズの創設者ゲイリー・ロドリゲスは、シリーズがダン・アンダーセンのアンダーセンプロモーションズに売却され、プロ・マツダ選手権に改名されることを発表した。アンダーセンは以前、複数の車両を擁するスターマツダチーム、アンダーセンレーシングを所有していた。
2018年、新シャシーとなるタトゥース・PM-18が使用された。2018年限りでマツダがロード・トゥ・インディから撤退したことに伴い、シリーズはインディ・プロ2000に改名され、アンダーセンプロモーションズがシリーズの所有権を維持した。 

## 車両

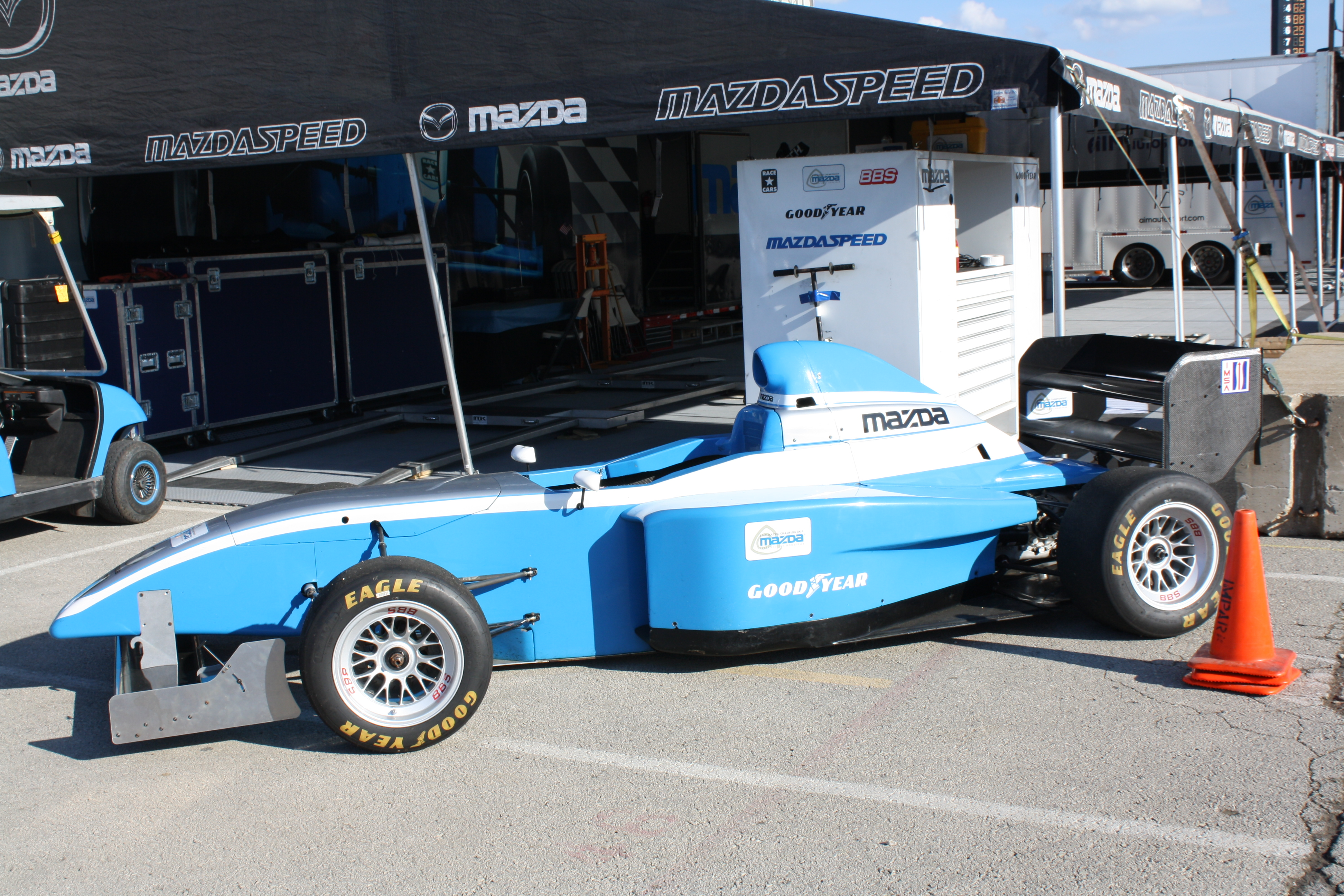
スター・フォーミュラ・マツダ・プロ（2009年）

### スター・フォーミュラ・マツダ・プロ (2004–2017)
スター・フォーミュラ・マツダ・プロは、2004年から2017年にかけてプロ・マツダ選手権向けに、スターレース・カーズによって設計、開発、製造されたオープンホイールカー。

### タトゥース・PM-18 (2018–2021)
2018年から2021年まで使用されたタトゥース・PM-18は、チームの運用コストを抑えるために前年USF2000で投入されたUSF-17をベースにしている。ベースのエンジンはマツダ・2リッター直列4気筒MZRエンジンで、エリート・エンジンズが新たに開発し、MZR-PM18Aとなった。出力は275馬力。

### タトゥース・IP-22 (2022-)
タトゥース・IP-22は、PM-18の後継機で、Haloが装備されている。